# Bento Ribeiro (Rio de Janeiro)
Bento Ribeiro é um bairro da Zona Norte do município do Rio de Janeiro. Pertence à região administrativa de Madureira.
Localiza-se às margens da Estrada de Ferro Central do Brasil, entre Marechal Hermes e Oswaldo Cruz. No total, faz limites com cinco bairros: Marechal Hermes, Honório Gurgel, Rocha Miranda, Oswaldo Cruz e Vila Valqueire.
Bento Ribeiro não possui favelas nem movimentação excessiva de transeuntes, além de contar com estação de trem e estar bem próximo do Polo Comercial de Madureira. É um bairro que quase não sofreu alterações ao longo dos anos, assim como seus vizinhos Oswaldo Cruz e Marechal Hermes.[carece de fontes?]
O bairro leva o nome do ex-prefeito do município, Bento Manuel Ribeiro Carneiro Monteiro.
Seu IDH, no ano 2000, era de 0,851, o 53.º melhor do município do Rio de Janeiro.

## História

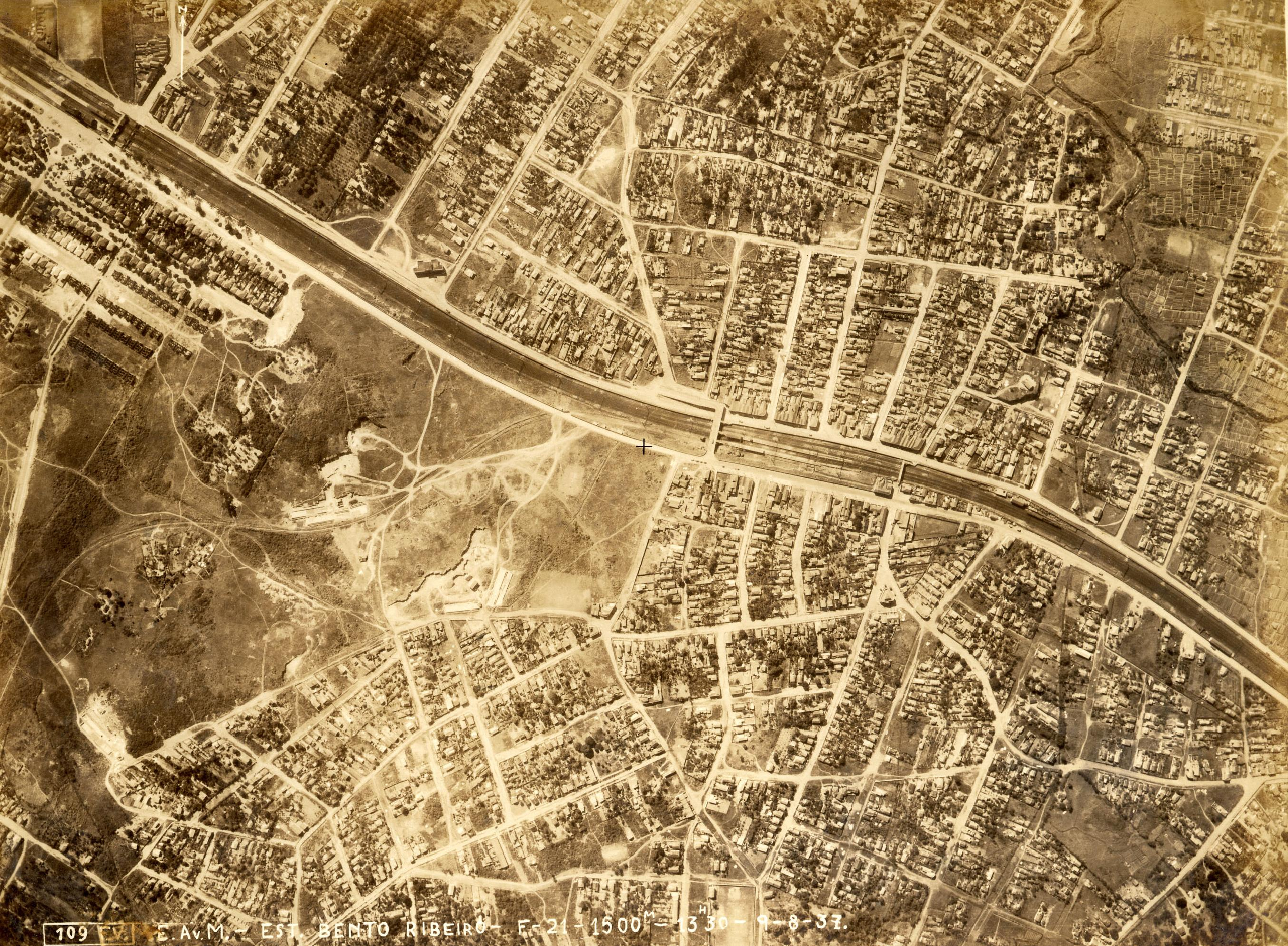
Mapa de Bento Ribeiro em 1937

O bairro, de características fortemente residenciais, formou-se em torno das ruas João Vicente e Carolina Machado, e como diversos outros do subúrbio carioca, tem sua história atrelada à estação ferroviária, inaugurada em 1914.
Em 23 de julho de 1881, a região foi oficialmente transformada em bairro através de decreto, após longa negociação entre as três famílias mais influentes do local a época com o então governo.

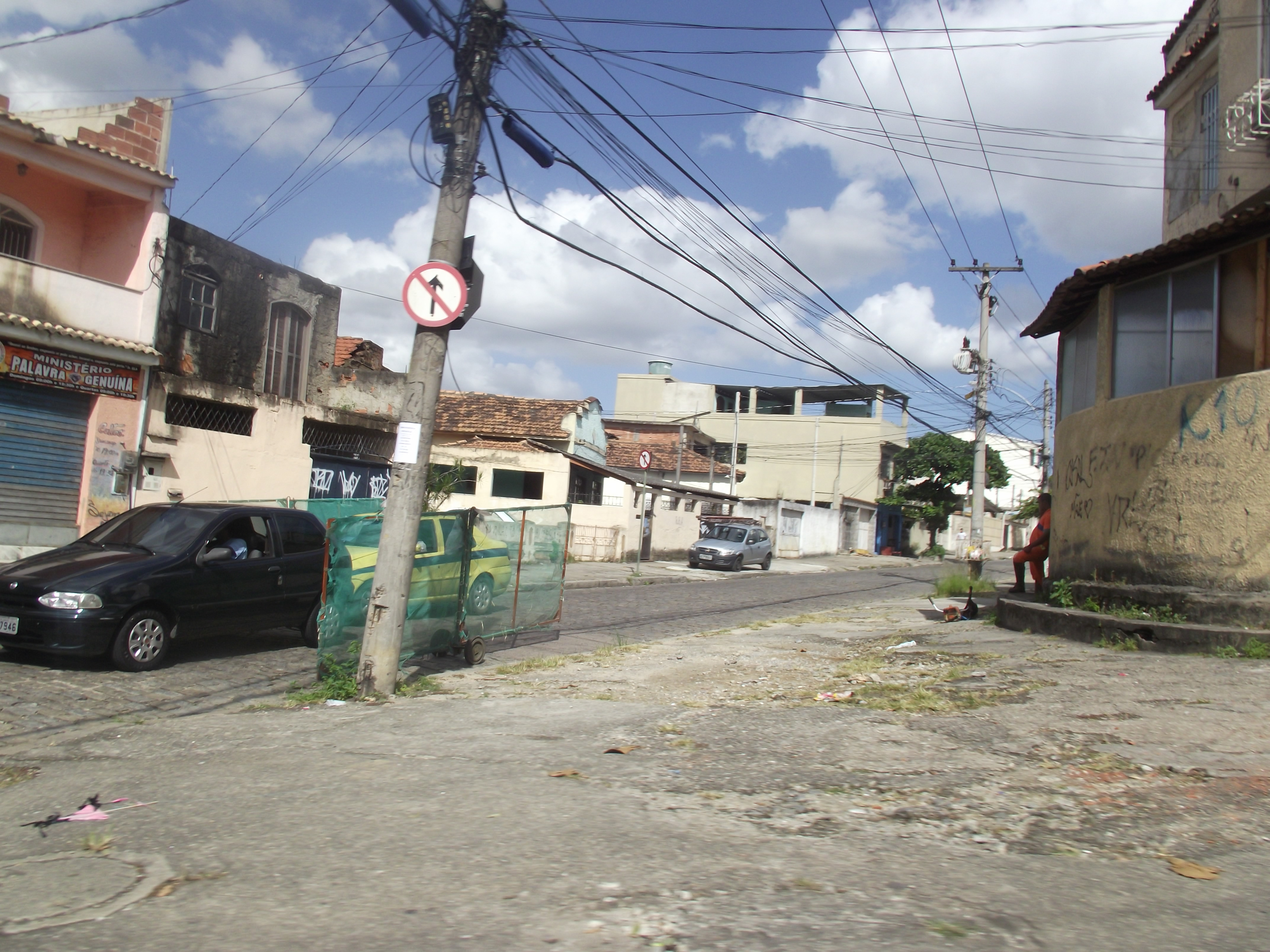
Bento Ribeiro

No início no século XX, a região já era notadamente povoada., O local era habitado por pessoas vindas da Região Central após a reforma urbana de Pereira Passos, e também por imigrantes italianos e portugueses.
A influência dos imigrantes para o bairro foi traduzida em forma de religiosidade. Em Bento Ribeiro, há duas igrejas sob influência das tradições europeias: a Paróquia de São Sebastião e a Igreja de Santa Izabel Rainha de Portugal.

## Famosos
O bairro tem uma forte ligação com a Cultura Popular Brasileira, onde nasceram e/ou viveram figuras de destaque social, como a apresentadora Xuxa Meneghel, que morou em Bento Ribeiro dos 7 aos 17 anos de idade, o jogador Ronaldo Nazário, que nasceu e foi criado no bairro, onde morou até o início da década de 90 quando começou sua carreira como futebolista profissional, e também o jogador Souza.
A cantora Marvvila, que participou da 5.ª temporada do The Voice Brasil e fez um dueto com a cantora Ludmilla no álbum "Numanice", nasceu em Bento Ribeiro. A artista também está no elenco da 23ª edição do Big Brother Brasil como camarote.
No bairro também nasceram as cantoras Marion Duarte e Miracy de Barros, vozes femininas que marcaram a história e fizeram sucesso na Era de Ouro do Rádio, entre as décadas de 1950 e 1960.
Outro morador ilustre do bairro foi o poeta paraibano Raimundo Luiz do Nascimento (Raimundo Santa Helena), que se destacou na Literatura de cordel e é considerado um dos fundadores culturais da Feira de São Cristóvão.
Grandes nomes como Pixinguinha, Cartola, Paulo da Portela e Heitor dos Prazeres frequentaram e/ou viveram no local.

## Samba e carnaval
Bento Ribeiro foi sede duas escolas de samba, além de algumas agremiações e blocos carnavalescos. A Lira do Amor, que disputou o carnaval entre as mais tradicionais, sendo extinta no ano de 1949 e a Paz e Amor, que teve Heitor dos Prazeres como um dos mais importantes membros.
A gafieira chamada Linda Luz Parque Dancing — sediada no Edifício/Clube Cedofeita — foi um destaque na Música Brasileira, funcionando entre as décadas de 1930 e 1960. O prédio era frequentado por grandes nomes do samba, como Zé Keti, Cartola, e recebeu apresentações de Pixinguinha.

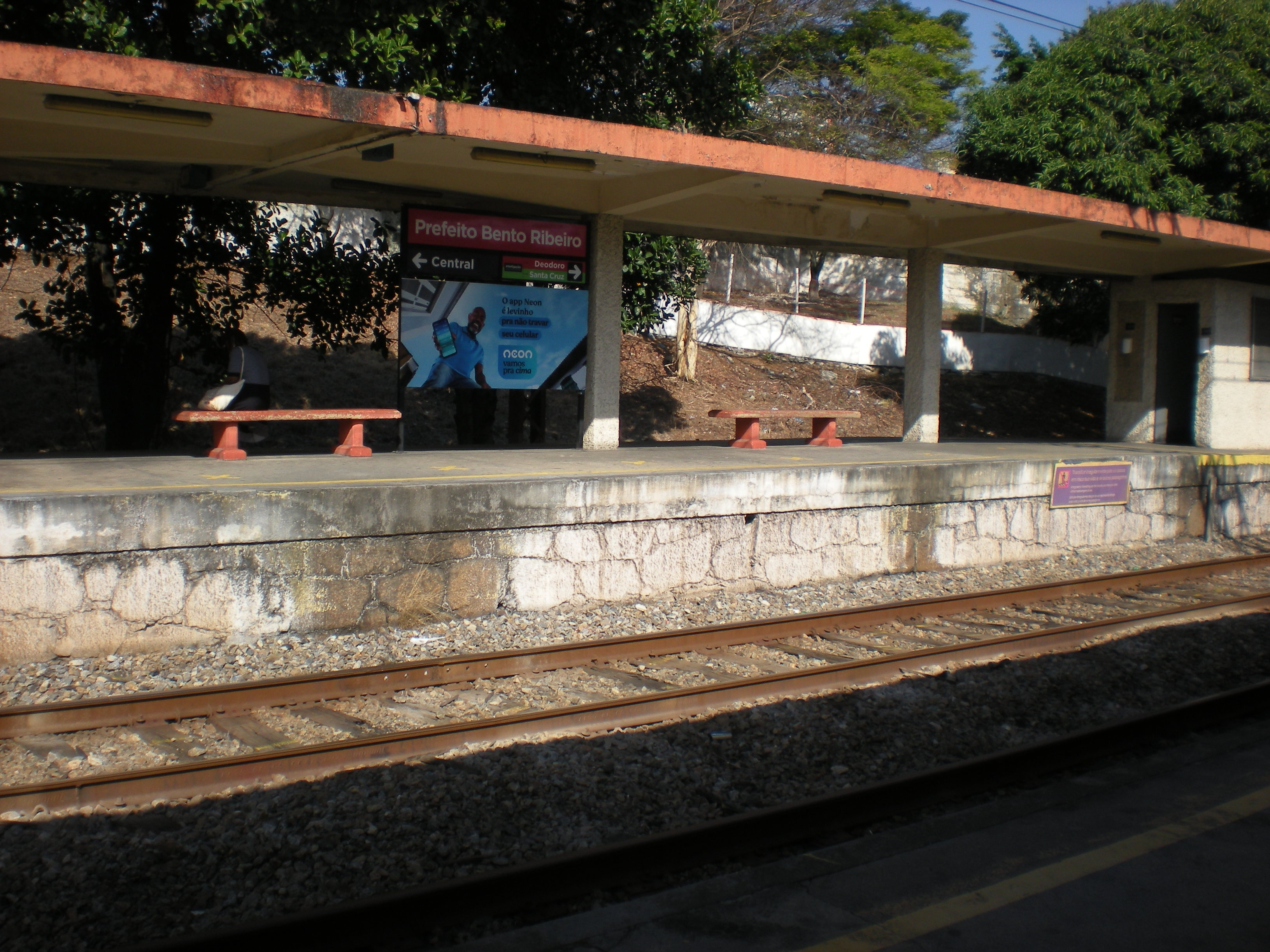
Estação Prefeito Bento Ribeiro, no bairro de Bento Ribeiro

## Futebol
O bairro contou com a agremiação esportiva Bento Ribeiro Futebol Clube, e também, na década de 1940, com o time de futebol feminino, Independente de Bento Ribeiro.

## Cinemas
Na Era de Ouro dos cinemas de rua (os tradicionais "poeirinhas"), Bento Ribeiro contava com o Cine Caiçara e o Cine Bento Ribeiro. Ambos fizeram parte do importante circuito de cinemas do subúrbio carioca.
O Cine Bento Ribeiro foi inaugurado em 30 de janeiro de 1925 e funcionou até 1 de janeiro de 1967. No auge do cinema mudo. Na época, um pianista ficava perto da tela, onde tocava a trilha do filme. O cinema tinha capacidade para 392 pessoas e as sessões eram recheadas de filmes românticos.
Já o Cine Caiçara, com 847 lugares sentados, funcionou de 19 de março de 1957 a 13 de junho de 1982. O cinema era conhecido por suas sessões dupla de filmes de faroeste e de kung-fu. 